# Mellansjö och Dragboda
Mellansjö och Dragboda är en av SCB avgränsad och namnsatt tidigare småort i Österåkers kommun i Stockholms län. Småorten, som idag är det kyrkliga centrumet på ön, omfattade bebyggelse i Mellansjö och Dragboda som också inkluderar Ljusterö kyrka, vilka är belägna mitt på norra Ljusterö, söder om Kyrksjön. Vid 2015 års tätortsavgränsning kom orten att utgöra en del av tätorten Nolsjö och småorten upplöstes.